# Емгозеро
Емгозеро — крупное озеро в Шенкурском районе Архангельской области. Расположено в 12 километрах на запад от села Шеговары. Вытекающая река — Еменьга (Колгозерка). Озеро вытянуто с юго-запада на северо-восток, максимальное расстояние между берегами 2,9 километра. Дно плотное, песчаное. Средние глубины небольшие, в основном глубина не превышает 1,5 метра. Юго-западный берег заболочен, а восточный и южный — высокие, покрытые сосновым бором. Озеро живописно и часто посещается рыбаками. Преобладающая в уловах рыба — окунь и ёрш, также ловится щука, а плотва (сорога) пропала в 2006 году.
Площадь водоёма 2,4 км², Водосборная площадь 8,8 км²

## Острова
В юго-западной части озера есть небольшой остров, на котором расположены избы бывшей рыболовецкой артели.

## Карты
- Лист карты P-38-49,50 Важский. Масштаб: 1 : 100 000. Указать дату выпуска/состояния местности.